# Johann IX. (Salm-Kyrburg-Mörchingen)
Johann IX. von Salm-Kyrburg-Mörchingen (* 1575; † 1623) war Wild- und Rheingraf zu Kyrburg und Graf zu Salm.
Er war der Sohn von Otto I. (1545–1607) und Ottilie von Nassau-Weilburg (1546–1604). Viele seiner Verwandten waren während des Dreißigjährigen Krieges als Offiziere bei den unterschiedlichsten Dienstherren. Sein jüngerer Bruder Johann Kasimir (1577–1651) war schwedischer Feldherr. 

## Familie
Er war seit ca. 1593 mit Anna Katharina von Criechingen († 1638) verheiratet. Das Paar hatte folgende Kinder:
- Johann Philipp (* 10. Oktober 1594 in Criechingen; † 10. Februar 1638 als schwedischer General bei der Schlacht von Rheinfelden) ⚭ 1634 Gräfin Anna Juliane zu Erbach-Erbach (1614–1637)
- Johann Kasimir (starb jung)
- Otto Ludwig (1597–1634)
- Johann X. († ca. 1634)
- Georg († ca. 1634)
- Maria Elisabeth (nach 1626)
- Dorothea Diana (1604–1672)

⚭ 1636 Philipp Ludwig zu Rappoltstein (* 22. September 1601; † 25. Februar 1637)
⚭ 1640 Graf Philipp Wolfgang von Hanau-Lichtenberg (1595–1641)
- Anna Amalie (1604–1676) (Zwillingsschwester von Dorothea Diana)

⚭ ca. 1630 Michael von Freyberg, Freiherr von Justingen und Öpfingen († 1641)
⚭ ca. 1642 Graf Kaspar Bernhard II. von Rechberg und Aichen (1588–1651)

⚭ ca. 1653 Graf Hugo von Königsegg-Rothenfels (1596–1666)
- Esther (?)
- F. Brendel (Zugeschrieben): Johann Ludwig Wild- und Rheingraf, 1633|Johann Ludwig